# Louis Watunda
Louis Watunda (ur. 21 stycznia 1947 w Mbandace  – zm. 11 marca 2007 w Libreville) – trener piłkarski z Demokratycznej Republiki Konga.
W swojej karierze trenerskiej Watunda prowadził wiele klubów z Demokratycznej Republiki Konga, takich jak: AS Dragons, FC Inga, SM Sanga Balende, AS Kalamu, FC Saint Eloi, AS Vita Club i DC Motema Pembe. Był też trenerem w Burkina Faso i Gabonie.
W 1998 roku Watunda poprowadził reprezentację Demokratycznej Republiki Konga do zajęcia 3. miejsca w Pucharze Narodów Afryki 1998. Kadrę narodową tego kraju prowadził również w Pucharze Narodów Afryki 2002. Demokratyczna Republika Konga nie wyszła wówczas z grupy.

## Sukcesy
- mistrzostwo Zairu/Demokratycznej Republiki Konga : 1990 (FC Saint Eloi Lupopo) ; 2004, 2005 (DC Motema Pembe)
- Puchar Zairu : 1986, 1987, 1998, 1989 (AS Kalamu)
- 3. miejsce w Pucharze Narodów Afryki z reprezentacją Demokratycznej Republiki Konga